# Synthetonychia obtusa
Synthetonychia obtusa is een hooiwagen uit de familie Synthetonychidae.